# Bernau bei Berlin
Pour les articles homonymes, voir Bernau.
Bernau bei Berlin (littéralement « Bernau-lès-Berlin ») est une commune de l'arrondissement de Barnim, dans le Land de Brandebourg, en Allemagne. Sa population s'élevait à environ 40 030 habitants en 2019.

## Histoire
De 1806 à 1815, la ville, occupée par les Français, était devenue une garnison d'étape. En 1817, Bernau fut rattachée à l'arrondissement de  Niederbarnim , subdivision de la Province de Brandebourg.
L'arrivée du chemin de fer, le 30 juillet 1842, relança l'activité économique de la ville, devenue gare de la ligne Berlin–Stettin. La jonction à la S-Bahn de Berlin, ligne électrifiée, dès 1924, en fit une banlieue de Berlin. Mais la croissance industrielle s’accompagna de multiples conflits sociaux : dès le milieu du XIXe siècle, Bernau devint l'un des foyer du premier socialisme ouvrier.
En 1927, la Reichswehr, précurseur de la Wehrmacht (formée en 1935), fit édifier le Magasin d'uniformes de l'Armée sur un terrain vague de la Schwanebecker Chaussee. Les bâtiments, faits de béton armé épais recouvert de parements en briques, étaient considérés, avec leurs 1 300 employés, comme « stratégique » par l'Armée allemande ; car non seulement les recrues y recevaient leur fourniment, mais  elles y étaient immatriculées. Même après leu exploitation par l'Armée rouge entre 1945 und 1991 , les bâtiments ont conservé leurs inscription en écriture gothique comme Rauchen verboten. Les parements d'origine en brique ont été inscrites au patrimoine national depuis l'an 2000.
L’École fédérale de la Confédération syndicale allemande (ADGB) a été convertie le 2 mai 1933 en Ecole des cadres du parti nazi et du Front allemand du travail. C'est là qu'ont été formées les Brigades de liquidation de 1936 à 1945. À partir de l'été 1943, la ville dut accueillir une annexe du camp de Camp de concentration d'Oranienbourg-Sachsenhausen, dont 300 détenus étaient chargés de l'entretien du poste de police. Depuis le 11. septembre 1949, il y a, face à la gare, un mémorial rend hommage aux victimes du nazisme, y compris les Sinté et les Roms.

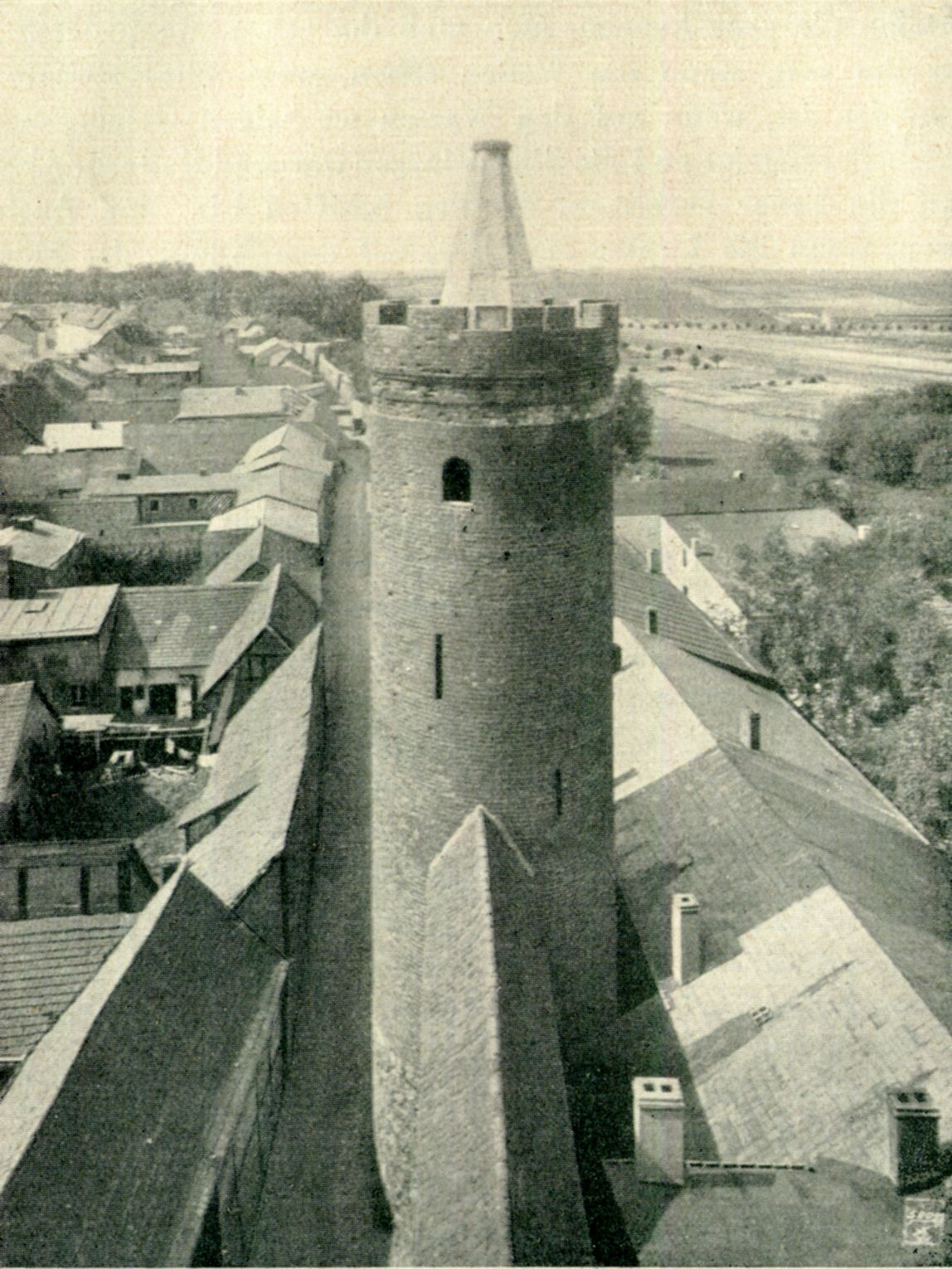
Fortifications de Bernau vers 1930

Au matin du 20 avril 1945, l'Armée Rouge s'empara de Bernau. La ville avait été en grande partie détruite par les bombardements de la Deuxième guerre mondiale et il ne restait plus rien des usines. Les autorités soviétiques firent creuser un cimetière militaire, pour inhumer 425 combattants russes. Après le retrait des forces d'occupation en 1994, il s'écoula une année sans que de nouveaux travaux soient entrepris. La compagnie Lidl a repris plusieurs parcelle le long de la Schwanebecker Chaussee.

## Géographie
Bernau bei Berlin se trouve à 21 km au nord-est du centre de Berlin et fait partie de l'agglomération berlinoise.

## Démographie
- Développement de la population dans les limites actuelles. -- Ligne bleue : population ; ligne pointillée : comparaison avec le développement du Brandebourg -- Fond gris : période du régime nazi ; fond rouge : période du régime communiste.
- Évolution récente (ligne bleue) et prévisions sur l'effectif des résidents.

| Année | Population |
| ----- | ---------- |
| 1875  | 8 060      |
| 1890  | 9 583      |
| 1910  | 12 364     |
| 1925  | 13 403     |
| 1933  | 17 671     |
| 1939  | 20 256     |
| 1946  | 19 678     |
| 1950  | 20 482     |
| 1964  | 20 545     |
| 1971  | 20 511     |

| Année | Population |
| ----- | ---------- |
| 1981  | 24 318     |
| 1985  | 25 386     |
| 1989  | 25 145     |
| 1990  | 24 532     |
| 1991  | 24 491     |
| 1992  | 24 693     |
| 1993  | 24 744     |
| 1994  | 24 913     |
| 1995  | 25 428     |
| 1996  | 27 208     |

| Année | Population |
| ----- | ---------- |
| 1997  | 29 609     |
| 1998  | 31 231     |
| 1999  | 32 506     |
| 2000  | 33 086     |
| 2001  | 33 507     |
| 2002  | 33 882     |
| 2003  | 34 379     |
| 2004  | 34 995     |
| 2005  | 35 235     |
| 2006  | 35 546     |

| Année | Population |
| ----- | ---------- |
| 2007  | 35 859     |
| 2008  | 36 059     |
| 2009  | 36 154     |
| 2010  | 36 338     |
| 2011  | 35 843     |
| 2012  | 36 020     |
| 2013  | 36 222     |
| 2014  | 36 547     |
| 2015  | 37 169     |
| 2016  | 37 725     |

| Année | Population |
| ----- | ---------- |
| 2017  | 38 194     |
| 2018  | 38 825     |
| 2019  | 40 031     |
| 2020  | 40 908     |

## Personnalités
- Heinrich von Plonski (1802-1880), général né à Bernau bei Berlin.
- Hannes Meyer (1889-1954), architecte
- Elli Voigt (1912-1944), ouvrière, résistante contre le nazisme
- Günther Maleuda (1931-2012), homme politique mort à Bernau bei Berlin.
- Andreas Müller, juge au tribunal (Amtsgericht) de Bernau bei Berlin, connu pour vouloir la légalisation du cannabis.
- Matthias Rott (1974-), acteur né à Bernau bei Berlin.
- Robert Retschke (1980-), coureur cycliste né à Bernau bei Berlin.